# Brenda Hale
Brenda Marjorie Hale, baronesa Hale de Richmond, conocida como Lady Hale (Yorkshire, 31 de enero de 1945), es una jueza británica. Desde  octubre de 2017 es la Presidenta del Tribunal Supremo del Reino Unido. Entre 2013 y 2017 fue vicepresidenta de dicho tribunal.

## Biografía
En 2004 se unió a la Cámara de los Lores como Lord of Appeal in Ordinary. Es la única mujer que ha sido nombrada para este puesto. Fue Law Lord hasta 2009 cuando, junto con los otros Law Lords, fue transferida al nuevo Tribunal Supremo como resultado de la Ley de Reforma Constitucional de 2005. 
El 5 de septiembre de 2017, Hale fue nombrada, bajo el gobierno de la primera ministra Theresa May, Presidenta del Tribunal Supremo, y juró su cargo el 2 de octubre de 2017. Es la tercera persona y la primera mujer en desempeñar el cargo. Hale es una de las tres mujeres que han sido nombradas para el Tribunal Supremo (junto con Lady Black y Lady Arden). El lema que utilizó al incorporarse al tribunal supremo fue: Omnia feminae aequissimae, que en latín quiere decir que "las mujeres son iguales en todo".
En 2023 fue galardonada con la Medalla de Honor Ruth Bader Ginsburg que otorga la World Jurist Association. 